# Bethel Music

Bethel Music est un collectif de musiciens de louange évangélique et un label de disques de musique chrétienne contemporaine, originaire de Redding, en Californie.

## Histoire
La formation du groupe a lieu en 2001 à la megachurch chrétienne évangélique charismatique Bethel Church de Redding, en Californie ,. En 2009, le groupe fonde leur propre label. En 2016, il débute “Heaven Come Conference” ,.

## Récompenses
En 2024, au cours de son histoire, le groupe avait reçu 5 Dove Awards.